# لوان شنگلیا
لوان شنگلیا (گرجی: ლევან შენგელია؛ زادهٔ ۲۷ اکتبر ۱۹۹۵) بازیکن فوتبال اهل گرجستان است.
از باشگاه‌هایی که در آن بازی کرده است می‌توان به ای‌اف‌سی توبیز اشاره کرد.
وی همچنین در تیم‌های ملی فوتبال زیر ۲۱ سال گرجستان، و گرجستان بازی کرده است.